# Takilma
Takilma es un lugar designado por el censo ubicado en el condado de Josephine en el estado estadounidense de Oregón. En el año 2010 tenía una población de 378 habitantes.

## Geografía
Takilma se encuentra ubicado en las coordenadas 42°3′6″N 123°37′6″O / 42.05167, -123.61833.